# Ай-Кёль
Ай-Кёль или Ай-Куль (кирг. Ай-Көл) — небольшое горное озеро в Баткенской области Кыргызстана.
Площадь поверхности — 0,82 км².
Находится на северном склоне Туркестанского хребта на высоте 2915 м над уровнем моря.
Озеро является водоёмом завального происхождения. Уровень воды поднимается летом, и спадает осенью и зимой. Озеро замерзает в период с октября по март.